# Constantijn l'Empereur

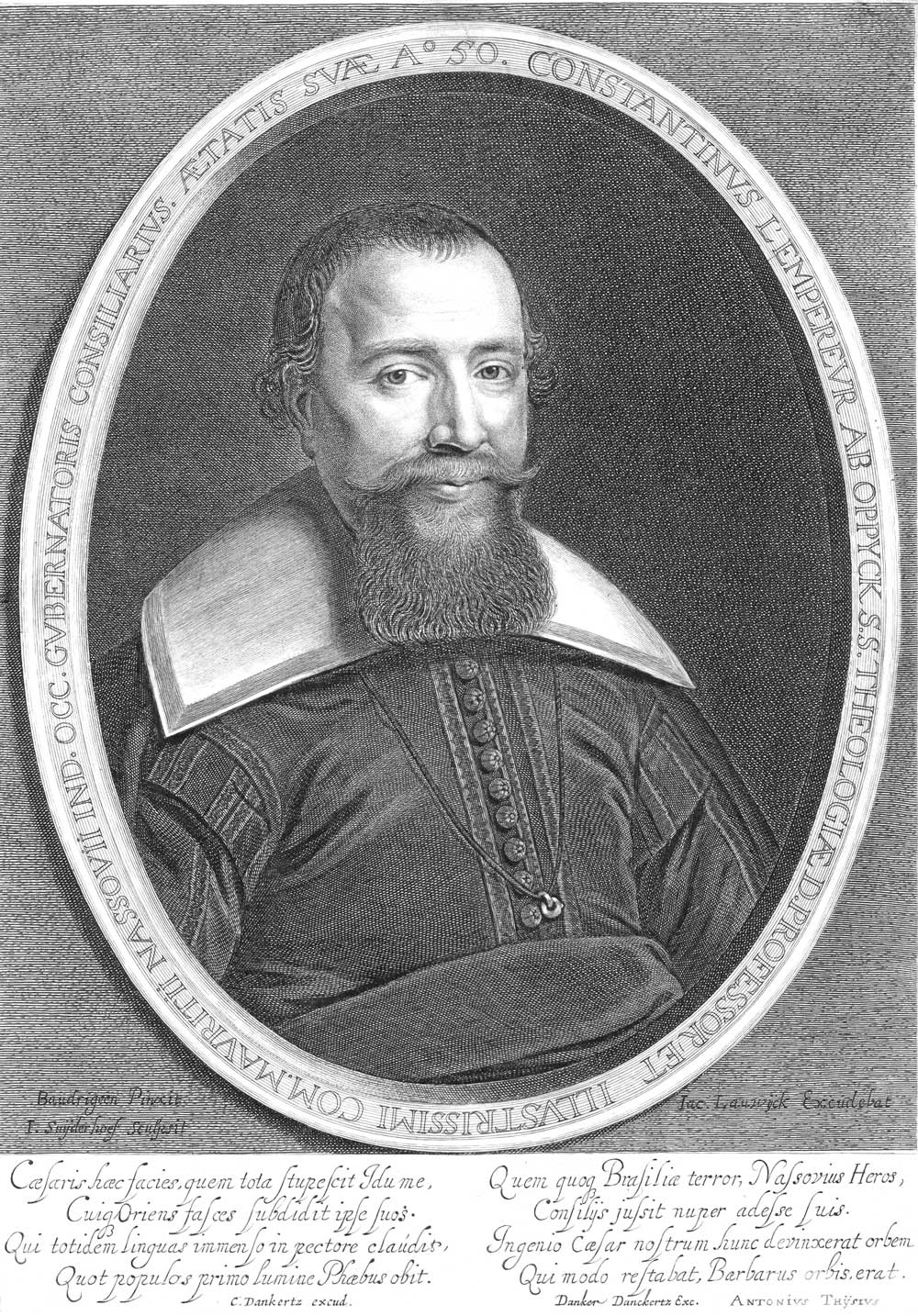
Constantijn l'Empereur

Constantijn l'Empereur (juli 1591 - juni 1648) was een vooraanstaand Hebraïcus en Aramist en doctor in de theologie .

## Biografie
Constantijn l'Empereur werd in juli 1591 geboren in Bremen, Duitsland, waar zijn ouders via Keulen naartoe waren gevlucht vanuit de Zuidelijke Nederlanden, het huidige België. Constantijn's grootvader werd in 1568 geëxecuteerd door de Raad van Beroerten. Hij verwierf grote faam vanwege zijn kennis van de oosterse talen. Hij was tevens een bekwaam advocaat en theoloog. Hij studeerde oosterse talen onder Drusius en Erpenius en en behaalde in 1617 zijn doctorsgraad aan de Universiteit van Franeker. In 1619 werd hij hoogleraar theologie en Hebreeuws te Harderwijk In 1627 werd hij benoemd tot hoogleraar Hebreeuws en Chaldeeuws (Aramees of Syrisch) te Leiden. Bij die gelegenheid hield hij een redevoering over de waardigheid en het nut van de Hebreeuwse taal. Hij streefde er voortdurend naar om de kennis van die taal en van het Arabisch en het Syrisch onder zijn landgenoten te verspreiden, zodat zij beter in staat zouden zijn de bezwaren van de Joden tegen het christelijk geloof te bestrijden. Hij vertaalde en publiceerde verschillende edities van de populaire Reizen van Rabbijn Benjamin ben Jonah, één Latijns-Hebreeuwse editie met en één zonder aantekeningen, één Hebreeuwse editie in Bale, die zijn vrienden - de Buxtorfs - naar Joseph Scaliger stuurden, die er positief over schreef in een brief, die werd opgenomen in een versie van Benjamins reizen, gedrukt in 1666 in Amsterdam, gecombineerd met een Nederlandse vertaling van de Bara, samen met een tekst van de beroemde rabbijn Manassah ben Israel. l'Empereur's editie van de reisbeschrijving van rabbijn Benjamin van Tudela vormde de basis voor een populaire vertaling in het Duits en Frans in de 17e en 18e eeuw.
In 1639 werd l'Empereur benoemd tot adviseur van Johan Maurits van Nassau-Siegen, die van 1637 tot 1644 gouverneur van Nederlands-Brazilië was. l'Empereur stierf in juni 1648, kort nadat hij met een college theologie in Leiden was begonnen. Tot zijn beste vrienden behoorden Daniel Heinsius, de Buxtorfs en Lewis de Dieu, predikant van de Waalse Kerk. [1] Daniel Heinsius en de Buxtorfs spraken zeer lovend over hem. Hij bood op een gegeven moment aan om toezicht te houden op het drukken van een Talmoedisch woordenboek in Holland en probeerde de jongere Buxtorf naar Leiden te halen, die op zich had genomen klinkerpunten te verdedigen tegen Louis Cappel. Hij correspondeerde ook met de vooraanstaande aartsbisschop Usher.

## Werk
l'Empereur's werken zijn: 
- Commentarius ad codicem Babylonicum, seu Tractatus Thalmudicus de mensuris Templi (Leiden, 1630),
- Versio et Notae ad Paraphrasin Josephi Jachiadae in Danielem (Amsterdam, 1633),
- Itinerarium D. Benjaminis in het Hebreeuws en het Latijn (Leiden, 8 volumes),
- Moysis Kimchi Grammatica Chaldaica (Leiden, 8 delen),
- Confutatio Abarbanelis et Alscheichi in caput liii Isaiae (Layden, 8 volumes, 1631, in het Frans 1685),
- Commentarius in Tractatum Thalmudicum, qui dicitur Porta, de legibus Hebraeorum forensibus in het Hebreeuws en het Latijn  (Leiden, 1637) en
- Commentarius ad Betramum de Republica Hebraeorum (1641, 8 delen).